# Asociación de Hispanistas Checos

La Asociación de Hispanistas Checos (AUS/APE) (en checo: Česká asociace španělských badatelů) es una organización de formación profesional dirigida a la formación de profesores de español en la República Checa. La asociación se creó el 21 de noviembre del 2009 en Praga, su misión es la enseñanza de la lengua española en el país, dirigida sobre todo a las áreas de las unidades educativas y universidades del país. La Asesoría Técnica de Educación en el país, contó además con la colaboración de la Embajada de España en Praga, encargada de recopilar los trabajos presentados en las jornadas didácticas, simposios y encuentros de profesores celebrados en la República Checa. En los últimos años el idioma español ha ganado terreno en el país. En el más reciente informe del Ministerio de Educación de España, además se dice que el interés y la demanda por la lengua española en la República Checa continúa en crecimiento. Se trata de la única lengua extranjera que presenta un crecimiento anual en número de alumnos en la enseñanza secundaria. Entre los factores que han favorecido al auge del interés por el idioma español, se destaca el ingreso de la República Checa en la Unión Europea y la presencia de cada vez mayor de hispanohablantes en el país, con un aporte cultural muy dinámico y de rápida de proyección.